# لغلان (دودانغة)
لغلان (بالفارسية: لغلان) هي منطقة سكنية تقع في إيران في قسم دودانغة الریفي. يقدر عدد سكانها بـ 279 نسمة.